# Hypnum norvegicum
Hypnum norvegicum là một loài Rêu trong họ Hypnaceae. Loài này được (Schimp.) Schimp. mô tả khoa học đầu tiên năm 1860.